# عبد السلام مسرور
عبد السلام مسرور اليعربي لاعب كرة قدم قطري، ولد في (2 أبريل 1988). 
لعب سابقاً في نادي الشمال و نادي الوكرة و نادي المرخية و نادي الوعب.